# Místo trvalého pobytu

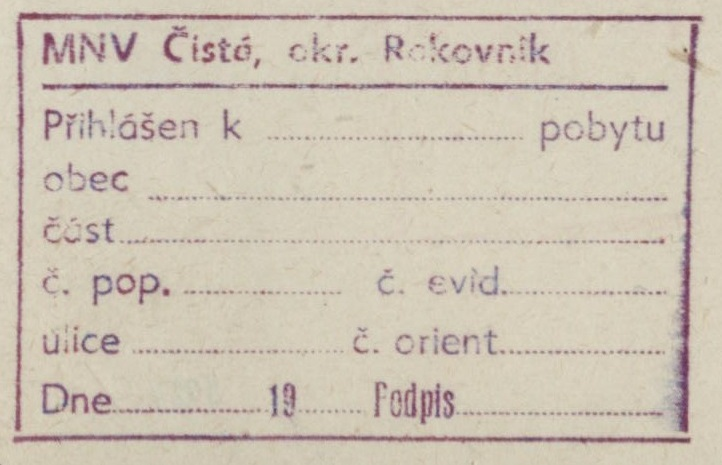
Razítko do občanského průkazu z 80. let, potvrzující místo trvalého nebo přechodného pobytu.

Místo trvalého pobytu je adresa pobytu občana v České republice, kterou si zvolí zpravidla v místě, kde má rodinu, rodiče, byt nebo zaměstnání. Občan může mít jen jedno místo trvalého pobytu, a to ve k tomu způsobilé nemovitosti. Tento objekt musí být označen popisným, evidenčním nebo orientačním číslem a musí být přímo určen pro bydlení, ubytování nebo alespoň pro individuální rekreaci. Trvalý pobyt má ale pouze evidenční charakter kvůli potřebám státu a nemusí být proto totožný s reálným bydlištěm. Právní úprava místa trvalého pobytu je obsažena v § 10–12 zákona č. 133/2000 Sb., o evidenci obyvatel.
Hlášení místa trvalého či přechodného pobytu cizinců na území České republiky upravují § 93–102 zákona č. 326/1999 Sb., o pobytu cizinců na území České republiky a o změně některých zákonů.

## Právní důsledky evidence místa trvalého pobytu
Státní občan České republiky je ze zákona občanem té obce a občanem toho kraje, v nichž má evidováno místo trvalého pobytu. S občanstvím je spjato například aktivní a pasivní volební právo, právo účasti v referendu a další politická práva vztahující se k dané obci a danému kraji. 
Adresa trvalého pobytu má význam i pro doručování správních nebo soudních písemností. Napříkad podle § 20 odst. 1 správního řádu se (jako jeden ze způsobů doručení) písemnost doručuje fyzické osobě na adresu jejího trvalého pobytu, pokud není určena adresa pro doručování. I pokud se osoba na adrese svého trvalého pobytu nezdržuje, ani si tam nevyzvedává korespondenci, může se uplatnit fikce doručení, a to i v případě, má-li evidováno místo trvalého pobytu na adrese ohlašovny.

## Změny místa trvalého pobytu
Místem trvalého pobytu je v době narození místo trvalého pobytu matky, pokud není občankou, pak místo trvalého pobytu otce. V případě, že nelze zjistit místo trvalého pobytu, rozumí se jím sídlo obecního úřadu (úřadu městské části či městského obvodu), v jehož územním obvodu se občan narodil.
Ke změně místa trvalého pobytu jakožto evidenčního údaje dochází už pouhým ohlášením obecnímu úřadu v místě nového trvalého pobytu, tzv. ohlašovně. Ohlašovatel však musí doložit buď vlastnictví předmětné nemovitosti, oprávnění ji užívat (např. na základě nájemní smlouvy) nebo souhlas vlastníka či nájemce s ohlášením této změny. Z přihlášení občana k trvalému pobytu žádná práva k dané nemovitosti ani k jejímu vlastníkovi nevyplývají.
Ke zrušení místa trvalého pobytu pak může dojít tehdy, pokud byl jeho zápis proveden na základě falešných údajů, pokud zanikne daný objekt nebo pokud zanikne užívací právo k němu (v tomto případě však jen na návrh vlastníka či nájemce objektu, který musí takový zánik užívacího práva doložit). Po zrušení je novým místem trvalého pobytu přímo sídlo ohlašovny, která zrušení provedla.